# Charles Rossignol
Pour les articles homonymes, voir Rossignol (homonymie).
Charles Rossignol, né le 16 février 1920 à Pin et Mort pour la France le 22 septembre 1944 à Granges-la-Ville, est un militaire et résistant français, Compagnon de la Libération. 

## Biographie

### Jeunesse et engagement
Fils d'un cordier et d'une institutrice, Charles Rossignol naît le 16 février 1920 à Pin, en Haute-Saône. Orphelin trois ans plus tard, il est fait pupille de la Nation le 24 octobre 1923. Après avoir fréquenté l'école de Pin et le lycée de Besançon, il décide de s'engager dans l'armée et intègre l'École spéciale militaire de Saint-Cyr en octobre 1939 dans la promotion "Amitié Franco-britannique" où il rencontre Louis Dupuis,.

### Seconde Guerre mondiale
La formation de la promotion est écourtée par l'avancée des troupes allemandes lors de la bataille de France. Affecté à un dépôt d'infanterie qui se replie sur Bordeaux, Charles Rossignol y apprend que le Maréchal Pétain a demandé l'armistice. Décidant de poursuivre la lutte, il s'échappe en compagnie de Louis Dupuis et parvient jusqu'à Saint-Jean-de-Luz où, le 21 juin 1940, il embarque sur le paquebot MS Batory en direction de l'Angleterre,.
Arrivé à Londres, il s'engage dans les Forces françaises libres et est d'abord chargé de l'instruction de jeunes volontaires,. Après plusieurs demandes de rejoindre une unité combattante, il est envoyé au Levant en novembre 1941 et intègre le bataillon de marche no 11 avec lequel il participe à la guerre du désert en Libye,. Promu sous-lieutenant en mars 1942, il s'illustre quelques mois plus tard lors de la seconde bataille d'El Alamein en secourant l'un de ses tirailleurs et en neutralisant la résistance ennemie. Cité une première fois pour cette action, il l'est une seconde fois lors de la campagne d'Italie lorsqu'il est blessé le 17 mai 1944 à Naples. Rapidement rétabli, il participe au débarquement de Provence en août suivant puis remonte le Rhône lors de la libération de la France.
L'avancée des troupes alliées le mène jusqu'à la libération de Besançon, à seulement quelques kilomètres de chez lui. Il a alors l'occasion de revoir ses parents avant de repartir au combat. Le 22 septembre, il se porte volontaire pour une mission de reconnaissance et, alors qu'il progresse devant Granges-la-Ville, il est tué par balle,. Il est inhumé à Pin, son village natal.

## Décorations
|  |  |  |  |  |  |  |  |  |
|  |  |  |  |  |  |  |  |  |

| Chevalier de la Légion d'Honneur                 | Chevalier de la Légion d'Honneur | Chevalier de la Légion d'Honneur | Compagnon de la Libération Par décret du 7 juillet 1945 | Compagnon de la Libération Par décret du 7 juillet 1945 | Compagnon de la Libération Par décret du 7 juillet 1945 | Croix de guerre 1939-1945 Avec deux palmes | Croix de guerre 1939-1945 Avec deux palmes | Croix de guerre 1939-1945 Avec deux palmes |
| Médaille de la Résistance française Avec rosette |                                  |                                  |                                                         |                                                         |                                                         |                                            |                                            |                                            |

## Hommages
- À Pin, son nom figure sur une plaque commémorative au sein de l'église[6].
- À Émagny, une rue a été baptisée en son honneur et son nom est inscrit sur le Monuments aux Morts de la commune[7].
- À Besançon, son nom est inscrit sur le Monument de la Libération ainsi que sur une plaque commémorative dans les locaux de l'IUFM[8],[9].